# Lai kinh tế
Lai kinh tế (Commercial crossing), còn gọi là lai công nghiệp, là phương pháp lai giữa hai cơ thể (đực và cái) thuộc hai, ba, bốn dòng, hoặc giống, hoặc loài khác nhau để tạo con lai thương phẩm; con lai này không sử dụng làm giống mà chỉ để nuôi lấy sản phẩm thịt, trứng, sữa… Lai kinh tế được gọi là lai công nghiệp vì chỉ dùng con lai F1 làm sản phẩm, sản phẩm có thể sản xuất nhanh, hàng loạt, có chất lượng trong một thời gian tương đối ngắn. Hầu hết các nước trên thế giới đều sử dụng phương pháp lai kinh tế để tạo con lai có năng suất và chất lượng đem lại hiệu quả cao. Có nước tới 80% sản phẩm thịt có được là do sử dụng lai kinh tế để tạo ra.

## Phương pháp
Trong công tác giống, các giống mới thường được hình thành bằng con đường lai tạo vì những giống gốc ban đầu ít nhiều có pha máu giữa nhiều giống. Việc tạo ra các sản phẩm thịt, trứng, sữa, lông… phần lớn qua lai tạo. Việc lai tạo đã có ảnh hưởng tốt đến sản lượng và chất lượng của sản phẩm (Trần Đình Miên và Nguyễn Văn Thiện, 1995). Hiện nay, để tăng năng suất vật nuôi, trong công tác giống người ta thường cho lai tạo. Theo Trần Đình Miên (1981), lai tạo nhằm mục đích lay động tính tiềm ẩn sẵn có trong từng cá thể, từng dòng, từng giống, phát huy những bản chất di truyền tốt của con lai nên những tổ hợp lai mới có năng suất cao hơn, hiệu quả chăn nuôi tốt hơn.
Bên cạnh đó, mục đích của lai tạo còn nhằm sử dụng hiện tượng sinh học quan trọng đó là ưu thế lai (Heteorosis) làm cho sức sống của con vật, sức miễn kháng đối với bệnh tật và các tính trạng kinh tế được nâng cao, đồng thời thông qua các chỉ tiêu kinh tế kỹ thuật của tổ hợp lai, ưu thế lai làm căn cứ cho việc chọn lọc giống gia súc (Lê Đình Lương và Phan Cự Nhân, 1994).

## Hiệu quả
Để lai kinh tế hiệu quả phải chọn lọc tốt dòng thuần. Trong quần thể dòng thuần, cá thể dị hợp giảm đi và cá thể đồng hợp tăng lên (Nguyễn Ân và cs., 1983). Giống vật nuôi là quần thể lớn. Trong giống gồm các dòng, mỗi dòng có đặc điểm chung của giống và có đặc điểm di truyền riêng khác với các dòng còn lại. Sự khác biệt mỗi dòng về kiểu gen là yếu tố quyết định làm xuất hiện ưu thế lai, nếu sự khác biệt quá xa thì khi cho lai không có sự kết hợp (Nicking). Theo Aggarwal C. K. và cs. (1979), muốn đạt được ưu thế lai siêu trội phải cho giao phối giữa các dòng xuất phát khác nhau về kiểu gen nhưng phải có khả năng kết hợp tốt với nhau.
Để có được sự phối hợp cao giữa các dòng, trong công tác giống phải đi theo một hướng nhất định, nếu không thì sự phối hợp giữa các dòng sẽ kém và năng suất, chất lượng thế hệ con lai bị giảm sút. Bởi vậy, không thể tạo ra được những gia cầm lai tốt bằng cách cho giao phối một cách tình cờ và tuỳ tiện giữa các dòng. Muốn gia cầm lai có năng suất cao, phải có giao phối giữa dòng đã được quy định, những dòng này đã được phối hợp về chất lượng, năng suất theo một phương pháp chọn giống nhất định và được thực hiện trong những cơ sở giống. Người ta chỉ cho lai giữa những dòng có khả năng kết hợp tốt và để xác định khả năng phối hợp đó, dùng phương pháp phối giống giữa các dòng rồi kiểm tra đánh giá chất lượng thế hệ sau.
Hiệu quả của lai giữa dòng cao hơn nhiều so với nhân giống thuần chủng. Theo Brandsch H. và Biichel H. lai giống chủ yếu được dùng để tạo những cá thể có tính di truyền pha trộn, có ưu thế lai cao nhất, tức là đạt được hiệu quả của ưu thế lai (Nguyễn Chí Bảo dịch, 1978). Một dòng khó có thể đạt được năng suất tối đa với mọi đặc trưng kinh tế có lợi, vì vậy phải cho lai. Lai là cho giao phối giữa hai, ba hay nhiều dòng tuỳ theo chất lượng và mục đích chọn giống hoặc dùng để sản xuất thịt, trứng. Phối hợp đó tạo ra con lai được gọi là gia cầm lai giữa dòng.
Trong chăn nuôi gia cầm, lai kinh tế có hai phương pháp lai là lai đơn và lai kép. Lai đơn là phương pháp lai kinh tế nhằm sử dụng ưu thế lai cao nhất và thường được dùng khi lai giữa giống địa phương và giống nhập ngoại. Phương pháp này được sử dụng nhiều trong sản xuất gà kiêm dụng trứng thịt hoặc thịt trứng nhằm tận dụng khả năng dễ nuôi, sức chống chịu cao của gà địa phương và khả năng lớn nhanh, sức đẻ cao, ấp nở tốt, khối lượng trứng cao,… của gà nhập nội. Nước ta có nhiều công trình sử dụng phương pháp lai đơn để lai tạo giữa các giống: gà Rode Island Red, gà Sussex, gà Plymouth Rock, gà Leghorn với gà Ri (Tạ An Bình, 1973; Trần Đình Miên, 1981; Bùi Quang Tiến và cs., 1985) đã chứng minh hiệu quả của phương pháp này.
Đối với lai kép, là phương pháp lai phổ biến để tạo gà thương phẩm trứng, thịt. Thông thường sử dụng lai giữa 3 - 4 dòng trong cùng một giống để tạo ra con lai thương phẩm 3 - 4 máu, áp dụng đối với gà hướng trứng như: Golline 54, Hisex, Brown, Hyline Brown, Brownick, BB Cock B380, Lohman Brown; và gà hướng thịt như BE88, Sasso, Lương Phượng, Kabir…
Lai kinh tế còn thể hiện ở việc lai khác loài. Trong chăn nuôi thường gặp con lai giữa ngan và vịt tạo con Mule, con lai giữa ngựa cái và lừa đực tạo con la, con lai giữa cừu và dê, bò nhà và bò rừng...  Thông thường con lai khác loài bà bất dục, không có khả năng sinh sản. Tuy nhiên, con lai tạo ra có sức sống, năng suất vượt trội so với bố, mẹ của chúng.